# Жан-Боско Мвенда
Жан-Боско Мвенда, також відомий як Губернаторство Байке (1930 — вересень 1990), був піонером конголезької акустичної гітарної музики конголезького стилю . Він був також популярний в інших африканських країнах, зокрема в Східній Африці, а наприкінці 1950-х та на початку 1960-х ненадовго працював в Найробі, Кенія, де він регулярно проводив радіошоу і мав глибокий вплив на покоління кенійських гітаристів.

## Життєвий і творчий шлях
Жан-Боско Мвенда народився в 1930 році в Бункейї (нині частина провінції Луалаба) в тодішньому Бельгійському Конго, але більшу частину життя прожив у Лубумбаші, де окрім музики, він мав роботу в банку та в місцевій гірничій компанії, яка керувала іншими групами та володіла готелем на замбійському кордоні. Він загинув у вересні 1990 року в автокатастрофі в Замбії .
Mwenda використовував ім'я Губернаторство Байке (Mwenda wa Bayeke), наголошуючи на походженні від шляхетського клану Санга Байеке. Його музика спирається на різні джерела, включаючи традиційну музику його племені Люби / Санг. Він був одним з небагатьох конголезців, які здобули західну освіту в колоніальну епоху через позицію батька в католицькій церкві . Mwenda спочатку працював канцеляристом у адміністрації Likasi, але незабаром досяг величезного успіху як гітарист, видавши свої перші записи в 1952 році.
Разом зі своїм другом та партнером Лоста Абело та його двоюрідним братом Едуардом Масенго, Боско визначив стиль конголезької акустичної гітари. Його пісня «Masanga», записана Х'ю Трейсі, стала особливо впливовою і значною через її складну і різноманітну гітарну частину. Його власні впливи і доробки включали традиційну музику Замбії та Східного Конго, кубинські групи, такі як Тріо Матаморос, та фільми про ковбоїв.
Запис відеофільмів 1982 року Герхарда Кубіка існує у збірці впливових африканських гітаристів під назвою Native African Guitar . Компакт-диск із буклетом 1982 року (текст Герхарда Кубіка, також англійською мовою, включаючи тексти пісень Kiswahili) є у Музеї für Völkerkunde, Берлін . Записи включають повний концерт, на якому Боско виступив 30 червня 1982 року в Музеї für Völkerkunde, Берлін. У 1988 році звукозаписна компанія Cape Town Mountain Records записала студійний альбом музики Mwenda і видала його в 1994 році. Альбом має назву Mwenda wa Bayeke — легенда африканської гітари .